# 罗明 (明朝)
罗明（1429年—1489年），字文昭，福建延平府南平县（今福建省南平市延平区）人，明朝政治人物。

## 生平
罗明生于明宣德四年（1429年）。景泰四年（1453年），乡试中举。成化二年（1466年），中丙戌科进士，十二月授试监察御史，三年十二月实授，巡按廣西，九年任河南道掌道御史，巡按福建，十年四月升陕西按察司副使、分守汉中，抚治流民，十四年丁母憂，服闋，十六年八月復除陕西副使，十九年九月升陝西按察使，二十一年九月升雲南左布政使，二十三年正月升都察院右副都御史，巡抚甘肃，弘治二年（1489年）十一月升工部右侍郎，十二月二十四日任命未到而病逝。归葬于延平府城南宝云山麓。